# Villar de Olmos i la Cañada

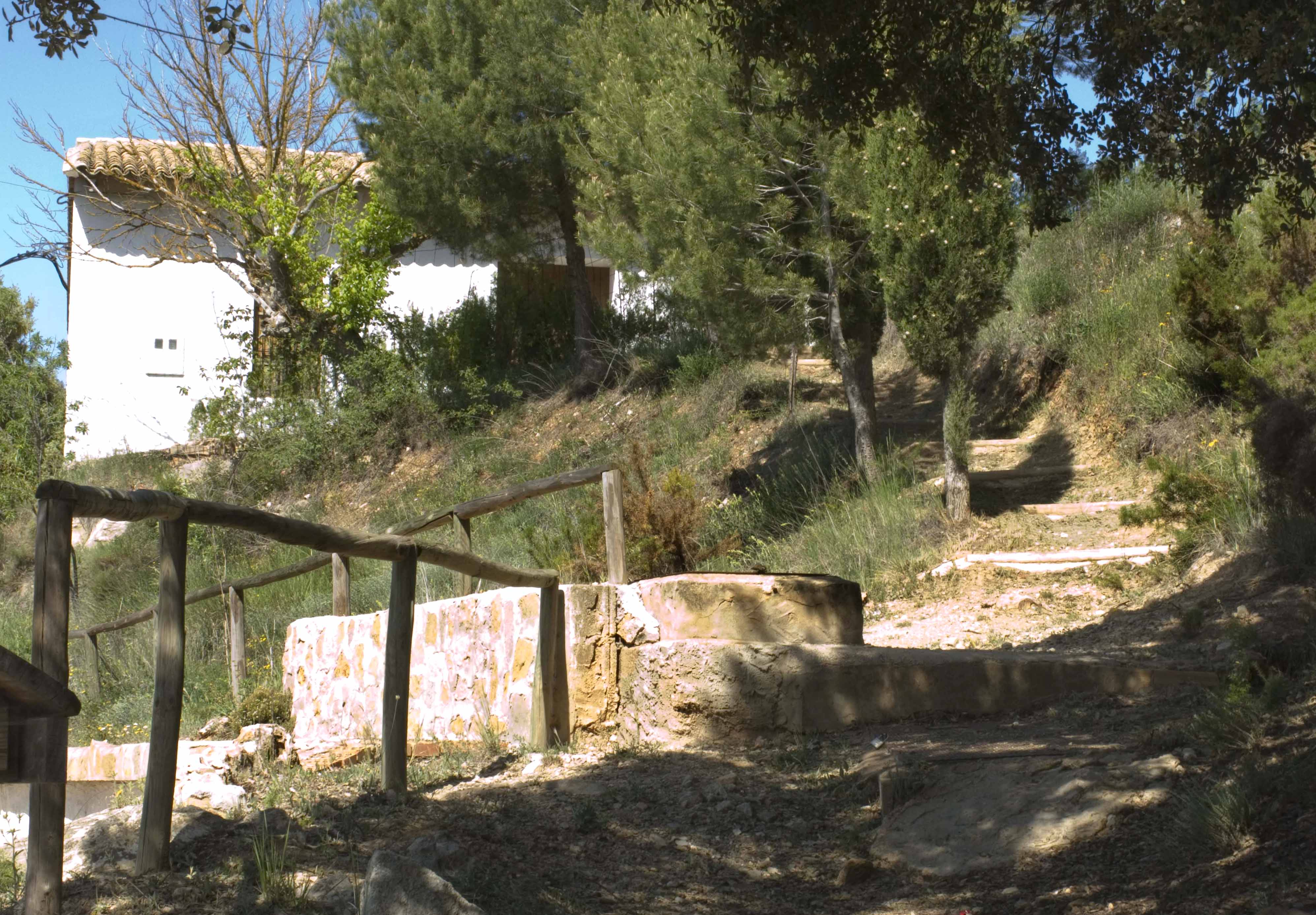
Villar de Olmos

Villar de Olmos i la Cañada és una pedania del municipi valencià de Requena (Plana d'Utiel). Està situada a 12 quilòmetres al nord de Requena i està prop de Las Nogueras.
Al segle xix Villar de Olmos va formar part de les pedanies que foren creades per a l'explotació de les deveses antigues. L'any 2009 tenia 17 habitants.
El cap de setmana més proper al 15 de maig, se celebren les festes patronals en honor de Sant Isidre Llaurador.
Un dels seus principals atractius és l'entorn natural. Pins rojos, pinyoners, pins blancs, carrasques, arboços i savines formen part de la flora autòctona de la zona, que és apreciada també pels amants de la micologia.

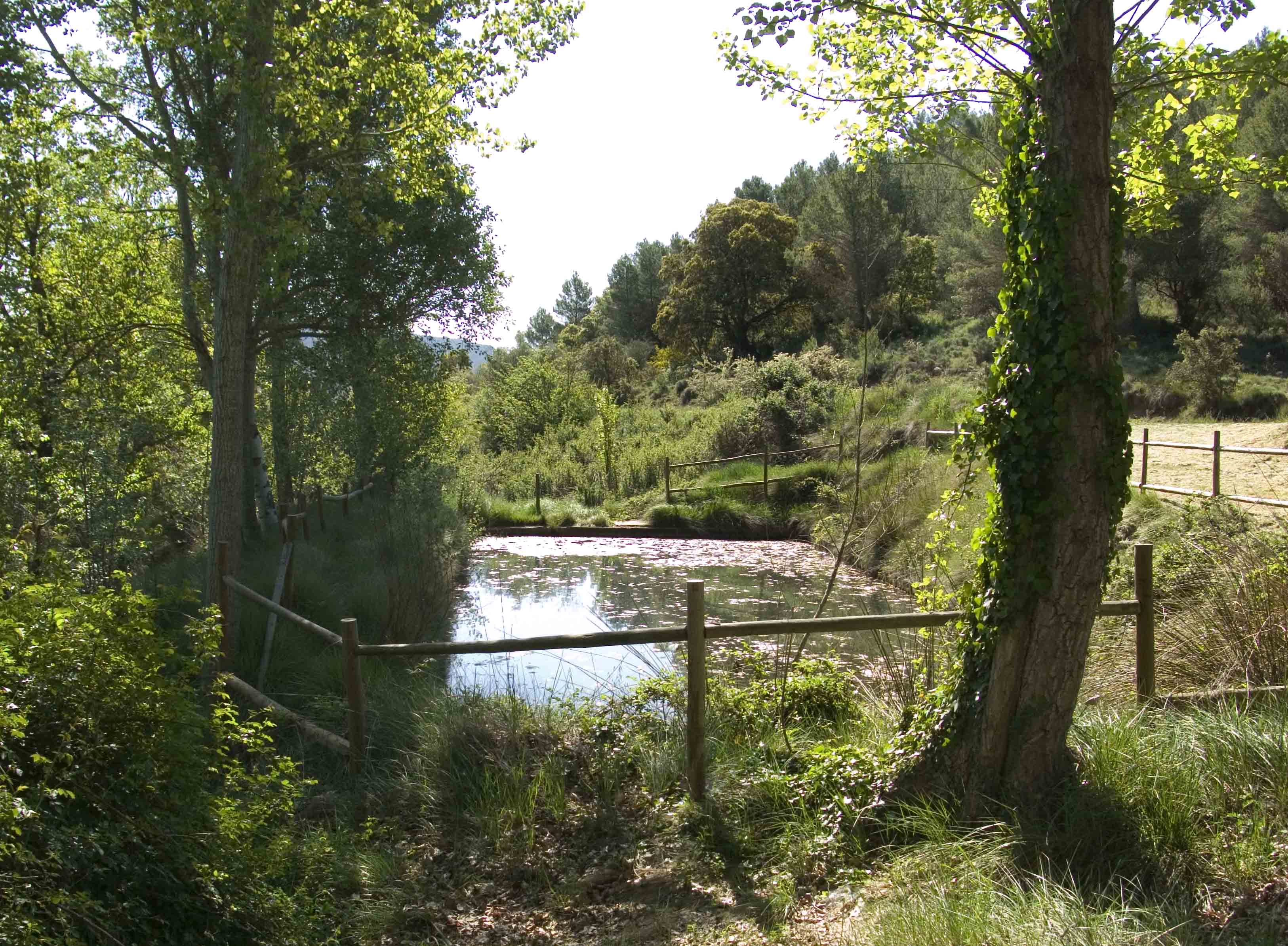
Bassa de Villar de Olmos